# Deroplia lateralis
Deroplia lateralis är en skalbaggsart som först beskrevs av Aurivillius 1908.  Deroplia lateralis ingår i släktet Deroplia och familjen långhorningar. Inga underarter finns listade i Catalogue of Life.